# Comércio nacional
Comércio nacional é a troca ou permuta que se restringe ao mercado doméstico.
No mercado doméstico uma empresa se confronta com apenas um único conjunto de problemas econômicos, competitivos e de mercado e essencialmente precisa lidar com apenas um conjunto de consumidores, embora a empresa possa ter vários segmentos neste mesmo mercado.